# Узбецькі ханства
Узбецькі ханства — узагальнююча назва трьох держав, які існували в Мавераннахрі (зараз — Узбекистан) на момент його підпорядкування Російській імперії в XIX столітті — Бухарського (1500–1920), Хівінського) Кокандського (бл. 1710–1876) ханств.

## Історія
Наприкінці XV — на початку XVI століття тімуриди, які правили в Мавераннахрі, були витіснені узбецькою династією Шейбанідів. Дві гілки цієї династії утвердилися як правителі Бухарського ханства (1500) і Хивінського ханства (Хорезма, 1512).
У 1599 влада над Бухарським ханством перейшла до династії Аштарханідів. Пізніше, близько 1710 утворено Кокандське ханство як номінально залежне від Бухарського.
У 1747 влада над Бухарським ханством перейшла до династії Мангитів, при яких його стали називати Бухарським еміратом.
У 1804 влада над Хівінським ханством перейшла до династії Кунгратів.
У 1860–1870-ті вся територія узбецьких ханств підпорядкована Російській імперії: Кокандське ханство в 1876 включено до складу Ферганської області, а Бухарське і Хивінське збереглися як васальні держави. Ліквідовані після Жовтневої революції, ставши в 1920 Бухарською народною радянською республікою і Хорезмською народною радянською республікою відповідно.